# Peritrichia rigida
Peritrichia rigida är en skalbaggsart som beskrevs av Schein 1959. Peritrichia rigida ingår i släktet Peritrichia och familjen Melolonthidae. Inga underarter finns listade i Catalogue of Life.